# أوردروف
اردورف (بالألمانية: Ohrdruf) هي بلدة ألمانية تقع في ألمانيا في تورينغن. يقدر عدد سكانها بـ 5,974 نسمة .

## المدن التوأمة
مدينة فولفهاغن هي مدينة توأمة لـاردورف.

## أعلام
- يوهان كريستوف باش
- فريدريك هينريتش ويلهلم مارتيني
- فريتز والتر
- فريتز فرانز كيرشنر